# Carinodrillia
Carinodrillia là một chi ốc biển, là động vật thân mềm chân bụng sống ở biển trong họ Turridae.

## Các loài
Các loài thuộc chi Carinodrillia bao gồm:
- Carinodrillia adonis Pilsbry & Lowe, 1932[2]
- Carinodrillia alboangulata (Smith E. A., 1882)[3]
- Carinodrillia apitoa Corea, 1934[4]
- Carinodrillia braziliensis (Smith E. A., 1915)[5]
- Carinodrillia buccooensis Nowell-Usticke, 1971[6]
- Carinodrillia dichroa Pilsbry & Lowe, 1932[7]
- Carinodrillia halis (Dall, 1919)[8]
- Carinodrillia hexagona (Sowerby I, 1834)[9]
- Carinodrillia lachrymosa McLean & Poorman, 1971[10]
- Carinodrillia mamona Corea, 1934[11]
- Carinodrillia quadrilirata (Smith E. A., 1882)[12]
- Carinodrillia suimaca Corea, 1934[13]
- Carinodrillia tainoa Corea, 1934[14]